# Militära grader i Norge
Militära grader i Norge visar tjänstegrader och gradbeteckningar i Norges väpnade styrkor. 
Norge har haft ett enhetsbefälssystem sedan 1975, men den 1 januari 2016 infördes ett system med officerare och befäl samt stamanställda och värnpliktiga soldater.

## Befälsordning från 2016

### Officerare
|               | Officerare      | Officerare    | Officerare     | Officerare | Officerare       | Officerare    | Officerare           | Officerare | Officerare | Officerare |
|               | OF9             | OF8           | OF7            | OF6        | OF5              | OF4           | OF3                  | OF2        | OF1        | OF1        |
| ------------- | --------------- | ------------- | -------------- | ---------- | ---------------- | ------------- | -------------------- | ---------- | ---------- | ---------- |
| Hæren         |                 |               |                |            |                  |               |                      |            |            |            |
| General       | Generalløytnant | Generalmajor  | Brigadér       | Oberst     | Oberstløytnant   | Major         | Kaptein / Rittmester | Løytnant   | Fenrik     |            |
| Luftforsvaret |                 |               |                |            |                  |               |                      |            |            |            |
| General       | Generalløytnant | Generalmajor  | Brigadér       | Oberst     | Oberstløytnant   | Major         | Kaptein              | Løytnant   | Fenrik     |            |
| Sjøforsvaret  |                 |               |                |            |                  |               |                      |            |            |            |
| Admiral       | Viseadmiral     | Kontreadmiral | Flaggkommandør | Kommandør  | Kommandørkaptein | Orlogskaptein | Kapteinløytnant      | Løytnant   | Fenrik     |            |

### Befäl
|               | Befäl             | Befäl          | Befäl           | Befäl               | Befäl         | Befäl |
|               | OR9               | OR9            | OR8             | OR7                 | OR6           | OR5   |
| ------------- | ----------------- | -------------- | --------------- | ------------------- | ------------- | ----- |
| Hæren         |                   |                |                 |                     |               |       |
| Sersjantmajor | Kommandérsersjant | Stabssersjant  | Oversersjant    | Sersjant 1. klasse  | Sersjant      |       |
| Luftforsvaret |                   |                |                 |                     |               |       |
| Sersjantmajor | Kommandérsersjant | Stabssersjant  | Vingsersjant    | Seniorsersjant      | Sersjant      |       |
| Sjøforsvaret  |                   |                |                 |                     |               |       |
| Flaggmester   | Orlogsmester      | Flotiljemester | Skvadronsmester | Seniorkvartérmester | Kvartérmester |       |

### Värnpliktiga och Stamanställda
|                    | Stamanställda      | Stamanställda          | Stamanställda  | Stamanställda     | Värnpliktiga | Värnpliktiga |
|                    | OR4                | OR4                    | OR3            | OR2               | OR1          | OR1          |
| ------------------ | ------------------ | ---------------------- | -------------- | ----------------- | ------------ | ------------ |
| Hæren              |                    |                        |                |                   |              |              |
| Korporal 1. klasse | Korporal           | Visekorporal 1. klasse | Visekorporal   | Ledende menig     | Menig        |              |
| Luftforsvaret      |                    |                        |                |                   |              |              |
| Seniorspesialist   | Ledende spesialist | Spesialist             | Visespesialist | Ledende flysoldat | Flysoldat    |              |
| Sjøforsvaret       |                    |                        |                |                   |              |              |
| Seniorkonstabel    | Konstabel          | Ledende visekonstabel  | Visekonstabel  | Ledende menig     | Menig        |              |

## 1975-2015 gällande befälsordning
| Officerare | Officerare      | Officerare   | Officerare | Officerare | Officerare     | Officerare | Officerare | Officerare | Officerare |
| OF9        | OF8             | OF7          | OF6        | OF5        | OF4            | OF3        | OF2        | OF1        | OF1        |
| ---------- | --------------- | ------------ | ---------- | ---------- | -------------- | ---------- | ---------- | ---------- | ---------- |
| General    | Generalløytnant | Generalmajor | Brigader   | Oberst     | Oberstløytnant | Major      | Kaptein    | Løytnant   | Fenrik     |

| Befäl    | Stamanställda     | Stamanställda         | Värnpliktiga | Värnpliktiga |
| OR5      | OR4               | OR2                   | OR2          | OR1          |
| -------- | ----------------- | --------------------- | ------------ | ------------ |
| Sersjant | Grenader Korporal | Grenader Visekorporal | Visekorporal | Menig        |